# ديف لويس (مغني)
ديف لويس (بالإنجليزية: Dave Lewis)‏ هو مغني أمريكي، ولد في 1938 في تكساس في الولايات المتحدة، وتوفي في 13 مارس 1998 في سان دييغو في الولايات المتحدة.

## وصلات خارجية
- ديف لويس على موقع ميوزك برينز (الإنجليزية)
- ديف لويس على موقع أول ميوزيك (الإنجليزية)
- ديف لويس على موقع ديسكوغز (الإنجليزية)